# Нојеви
Нојеви (лат. Struthio) су род птица из реда нојевки, у којем су ној (лат. Struthio camelus) и сомалски ној (лат. Struthio molybdophanes) једине живе врсте. Некад је укључивао емуе, нандуе и казуаре, све док они нису раздвојени у своје властите родове. 

## Врсте
- Ној, постојећа врста
- Сомалски ној (лат. Struthio molybdophanes), постојећа врста
- †Struthio coppensi (рани миоцен , Намибија).
- †Struthio linxiaensis (касни миоцен, Кина).
- †Struthio orlovi (касни миоцен у Молдавији).
- †Struthio karingarabensis (касни миоцен - рани плиоцен на југозападу и средишњем истоку Африке).
- †Struthio kakesiensis (рани плиоцен, Танзанија).
- †Struthio wimani (рани плиоцен у Кини и Монголији)
- †Struthio daberasensis (рани - средњи плиоцен у Намибији).
- †Struthio brachydactylus (плиоцен у Украјини).
- †Struthio chersonensis (плиоцен југоистока Европе и западног дела средишње Азије).
- †Азијски ној (лат. Struthio asiaticus), (рани плиоцен - рани плеистоцен средишње Азије)
- †Џиновски ној (лат. Struthio dmanisensis), (касни плиоцен/рани плеистоцен у Дманиси, Грузија)
- †Struthio oldawayi (рани плеистоцен Танзаније) - вероватно подврста ноја.
- †Struthio anderssoni, у Кини и Монголији.[2][3]

Фосилни записи и остаци љуске јајета показују да су преци овог рода живели пре око 50-48 милиона година у азијским степама, као мале тркачице. Пре око 12 милиона година еволуирају у велике птице с којима су људи упознати.